# Cydalima
Cydalima is een geslacht van vlinders uit de familie van de grasmotten (Crambidae) en de onderfamilie Spilomelinae. De wetenschappelijke naam werd gepubliceerd in 1863 door Julius Lederer.

## Soorten
- Cydalima capriniodes (Hampson, 1912)
- Cydalima decipiens (Hampson, 1912)
- Cydalima diaphanalis (Walker, 1866)
- Cydalima joiceyi (Janse, 1924)
- Cydalima laticostalis (Guenée, 1854)
- Cydalima mysteris Meyrick, 1886
- Cydalima perspectalis (Walker, 1859) - Buxusmot
- Cydalima pfeifferae (Lederer, 1863)
- Cydalima violalis E. Hering, 1901